# 穆洛夫卡
穆洛夫卡（羅馬化：Mullovka）是俄罗斯乌里扬诺夫斯克州的市级镇，为该州梅列克斯区规模最大的聚居地。地处乌里扬诺夫斯克州东北部，位于伏尔加河流域大切列姆尚河一支流索斯诺夫卡河（Сосновка）河畔，在区行政中心季米特洛夫格勒西侧、州府乌里扬诺夫斯克东偏南方。
该地2022年人口有5,187人；2010年人口6,168；2002年人口6,439；1989年人口6,839。